# Aldeacentenera
Aldeacentenera là một đô thị trong tỉnh Cáceres, Tây Ban Nha. Đô thị này có diện tích là ki-lô-mét vuông, dân số năm 2009 là 774 người với mật độ người/km². Đô thị này có cự ly km so với tỉnh lỵ Cáceres.

## Biến động dân số
| 1.017 | 1.002 | 991 | 927 | 912 | 899 | 863 | 889 | 840 | 820 |